# Seznam kraňských markrabat a vévodů

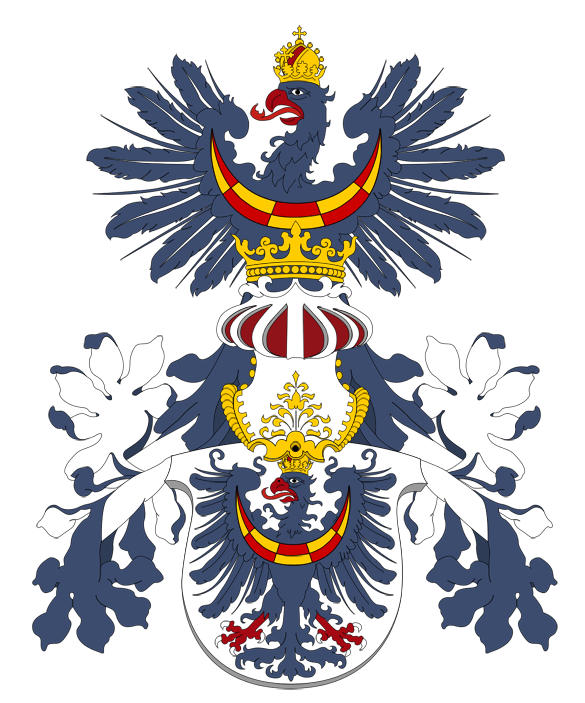
znak Kraňska

Seznam kraňských markrabat a vévodů zahrnuje postupně vládnoucí markrabata a později vévody, kteří zde vládli zhruba od počátku 11. století až do roku 1637.

## Markrabata
| Kraňská markrabata Výmarská dynastie |                                  | |
| Období vlády                         | Jméno                            | Poznámky |
| 1040–1044                            | Poppo I. Istrijský               | syn Viléma III. Výmarského také markrabě istrijský (1012–1044)                                                                                               |
| 1045–1070                            | Ulrich I. Istrijsko-Kraňský      | syn Poppa I. také markrabě korutanský (1045–1070) a istrijský (1060–1070)                                                                                    |
| 1070–1098                            | Poppo II. Istrijský              | syn Ulricha I. také markrabě istrijský (1096–1098) |
| 1098–1112                            | Ulrich II.                       | bratr předešlého také markrabě istrijský (1098 – c. 1107), hrabě výmarsko-orlamündský (1070–1112)                                                            |
| Sponheimská dynastie                 |                                  | |
| Období vlády                         | Jméno                            | Poznámky |
| 1107–1123                            | Engelbert I.                     | syn Engelberta také markrabě istrijský (1107–1123), vévoda korutanský (1123–1135)                                                                            |
| 1124–1173                            | Engelbert II.                    | syn Engelberta I. také markrabě istrijský (1124–1173) a toskánský (1135–1137)                                                                                |
| Andechstská dynastie                 |                                  | |
| Období vlády                         | Jméno                            | Poznámky |
| 1173–1188                            | Bertold I. Istrijský             | syn Bertolda II. také markrabě istrijský a hrabě z Andechsu                                                                                                  |
| 1188–1204                            | Bertold II.                      | syn Bertolda I. také hrabě z Andechsu (1172–1204), markrabě istrijský (1175–1204) a vévoda meranský (1186–1204)                                              |
| 1204–1228                            | Jindřich Istrijský               | syn Bertolda II. také markrabě istrijský a vévoda meranský                                                                                                   |
| 1228–1234                            | Ota I.                           | bratr předešlého také vévoda meranský (1204–1234) |
| 1234–1248                            | Ota II.                          | syn Oty I. také hrabě burgundský (1231–1248), vévoda meranský (1234–1248)                                                                                    |
| Babenberská dynastie                 |                                  | |
| Období vlády                         | Jméno                            | Poznámky |
| 1245–1246                            | Fridrich (zeť Oty I.)            | syn Leopolda VI. také vévoda rakouský a štýrský (1230–1246)                                                                                                  |
| Sponheimská dynastie                 |                                  | |
| Období vlády                         | Jméno                            | Poznámky |
| 1248–1269                            | Oldřich III. (zeť Oty I.)        | syn Bernarda II., také vévoda korutanský (1256–1369) |
| Přemyslovská dynastie                |                                  | |
| Období vlády                         | Jméno                            | Poznámky |
| 1269–1276                            | Přemysl Otakar II.               | syn Václava I., král český (1247–1278), markrabě moravský (1247–1253/78) a pán Chebska také vévoda rakouský, štýrský (1251/61–1276) a korutanský (1269–1276) |
| Habsburská dynastie                  |                                  | |
| Období vlády                         | Jméno                            | Poznámky |
| 1276–1286                            | Rudolf I.                        | syn Albrechta IV., král římskoněmecký (1273–1291) také vévoda rakouský, štýrský a korutanský                                                                 |
| Menhardovská dynastie                |                                  | |
| Období vlády                         | Jméno                            | Poznámky |
| 1286–1295                            | Menhard                          | syn Menharda Tyrolského, také vévoda korutanský, hrabě tyrolský (1257–1295) a gorický (1258–1271)                                                            |
| 1295–1310                            | Ota III.                         | syn předešlého, také vévoda korutanský a hrabě tyrolský |
| 1310–1335                            | Jindřich Korutanský              | bratr předešlého, král český (1307–1310) také vévoda korutanský a hrabě tyrolský                                                                             |
| Habsburská dynastie                  |                                  | |
| Období vlády                         | Jméno                            | Poznámky |
| 1335–1358                            | Albrecht Moudrý                  | syn Albrechta I., také vévoda rakouský, štýrský (1330–1358) a korutanský (1335–1358)                                                                         |
| 1335–1339                            | Ota IV. (Albrechtův spoluvládce) | bratr předešlého, také vévoda rakouský, štýrský (1330–1339) a korutanský (1335–1339)                                                                         |
| 1358–1364                            | Rudolf II.                       | syn Albrechta Moudrého, také vévoda rakouský, korutanský a štýrský (1358–1365), hrabě tyrolský (1363–1365)                                                   |

## Vévodové
| Kraňští vévodové    |                            |              | |
| Habsburská dynastie |                            |              | |
| Portrét             | Jméno                      | Období vlády | Poznámky |
|                     | Rudolf IV. (I.) Zakladatel | 1364–1365    | syn Albrechta II. Moudrého, také vévoda rakouský, korutanský a štýrský (1358–1365), hrabě tyrolský (1363–1365) |
|                     | Albrecht III. (I.)         | 1365–1379    | bratr předešlého, také vévoda rakouský, korutanský (1365–1395) a štýrský (1365–1379), hrabě tyrolský (1386–1395) |
|                     | Leopold III. (I.)          | 1365–1386    | také vévoda rakouský, hrabě tyrolský a vévoda štýrský (1365–1386), od r. 1379 korutanským vévodou společně s bratrem Albrechtem III.. Zakladatel Leopoldovské linie, jediný vévoda Vnitřních Rakous (1379–1386), (Neuberská smlouva) |
|                     | Vilém                      | 1386–1406    | syn předešlého, také vévoda rakouský a štýrský, korutanským vévodou (1386–1406) – do roku 1395 společně se strýcem Albrechtem III.                                                                                                   |
|                     | Arnošt Železný             | 1406–1424    | bratr Viléma, také vévoda rakouský, štýrský a korutanský (1406–1424), od r. 1414 arcivévoda |
|                     | Fridrich V. (I.)           | 1424–1493    | syn Arnošta, také vévoda rakouský, štýrský a korutanský (1424–1493), od r. 1440 král římský jako Fridrich IV., od r. 1452 císař jako Fridrich III. Svaté říše římské, rakouský arcivévoda od r. 1457                                 |
|                     | Maxmilián I.               | 1493–1519    | syn předešlého, arcivévoda rakouský, vévoda štýrský (1493–1519), hrabě tyrolský (1490–1519), od r. 1508 císař římský |
|                     | Karel V. (I.)              | 1519–1521    | vnuk Maxmiliána I., arcivévoda rakouský, vévoda štýrský (1519–1521), hrabě tyrolský (1519–1521), císař římský (1530–1556) |
|                     | Ferdinand I.               | 1521–1564    | bratr předešlého, arcivévoda rakouský, vévoda štýrský (1521–1564), hrabě tyrolský (1521–1564), od r. 1526 král český, uherský a chorvatský, od r. 1531 král římský, císař římský od r. 1556                                          |
|                     | Karel II.                  | 1564–1590    | syn Ferdinanda I., arcivévoda rakouský a Vnitřních Rakous (1564–1590) |
|                     | Ferdinand II.              | 1590–1637    | syn předešlého, arcivévoda rakouský a Vnitřních Rakous (1590–1637), císař římský od 1619, král český (1619–1620) a (1621–1637), uherský a chorvatský. Dědic všech habsburských držav od roku 1619.                                   |